# 馬里烏波利
47°53′27″N 31°53′18″E / 47.89083°N 31.88833°E
馬里烏波利（烏克蘭語：Маріуполь），是烏克蘭中部的村莊，隸屬基洛夫格勒州的克羅皮夫尼茨基區。該村面積0.64平方公里，海拔高度102米，2024年人口83，人口密度每平方公里181人。